# كالو إيكياغو
كالو إيغبي إيكياغو (بالإنجليزية: Kalu Egbui Ikeagwu)‏، هُو ممثل وكاتب نيجيري وبريطاني.

## وصلات خارجية
- كالو إيكياغو في قاعدة بيانات الأفلام على الإنترنت